# Mullion
Mullion (en cornique : Eglosvelyan) est une paroisse civile et un village situé sur la péninsule de Lizard, dans le sud des Cornouailles, en Angleterre, Royaume-Uni, à quelque huit kilomètres au sud de la ville de Helston.